# Maestro vor
Maestro vor (russisk: Маэстро вор) er en russisk spillefilm fra 1994 af Vladimir Sjamsjurin.

## Medvirkende
- Aleksandr Zbrujev som Vladimir Beletskij
- Larisa Sjakhvorostova som Svetlana Petrakova
- Anastasija Nemoljajeva som Masja
- Eduard Martsevitj som Pjotr Khlynov
- Tamara Sjomina som Nina